# Kloster Wyden

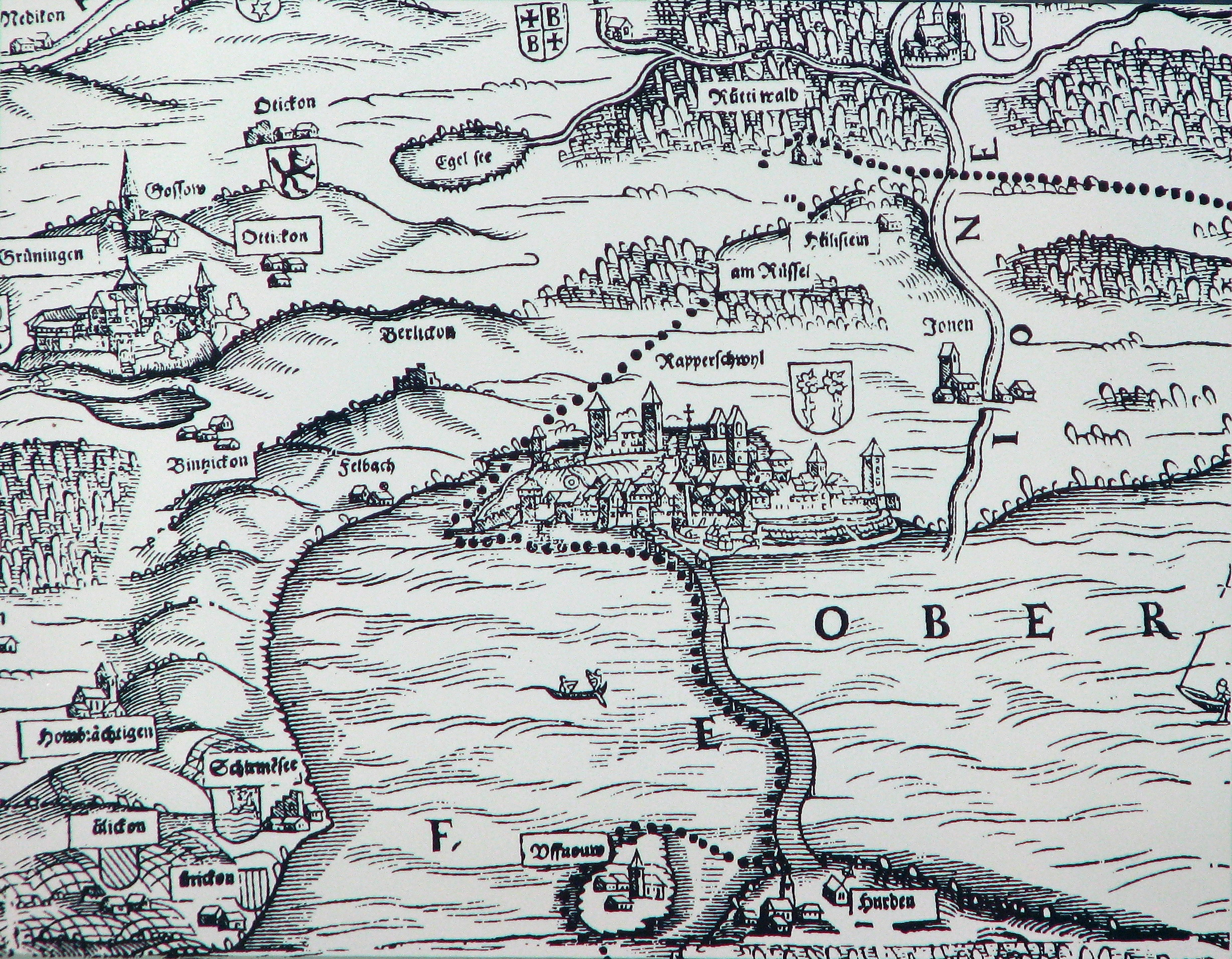
Lage des Klosters (unterhalb der Bezeichnung Rüttiwald) auf dem Murerplan von 1566

Das ehemalige Franziskanerinnen-Kloster Wyden – allgemein bekannt als Wydenchlösterli – in der Schweizer Stadt Rapperswil-Jona wurde 1259 gegründet und im Vorfeld der Reformation 1521 aufgelöst.

## Lage
Die Gebäude des Konvents wurden an der Jona im sogenannten Rütiwald im Herrschaftsgebiet der Grafen von Rapperswil erbaut. Heute liegt das Areal auf dem Gemeindegebiet des Ortsteils Jona von Rapperswil-Jona im Kanton St. Gallen, unweit der Grenze zum benachbarten Rüti im Kanton Zürich.

## Geschichte

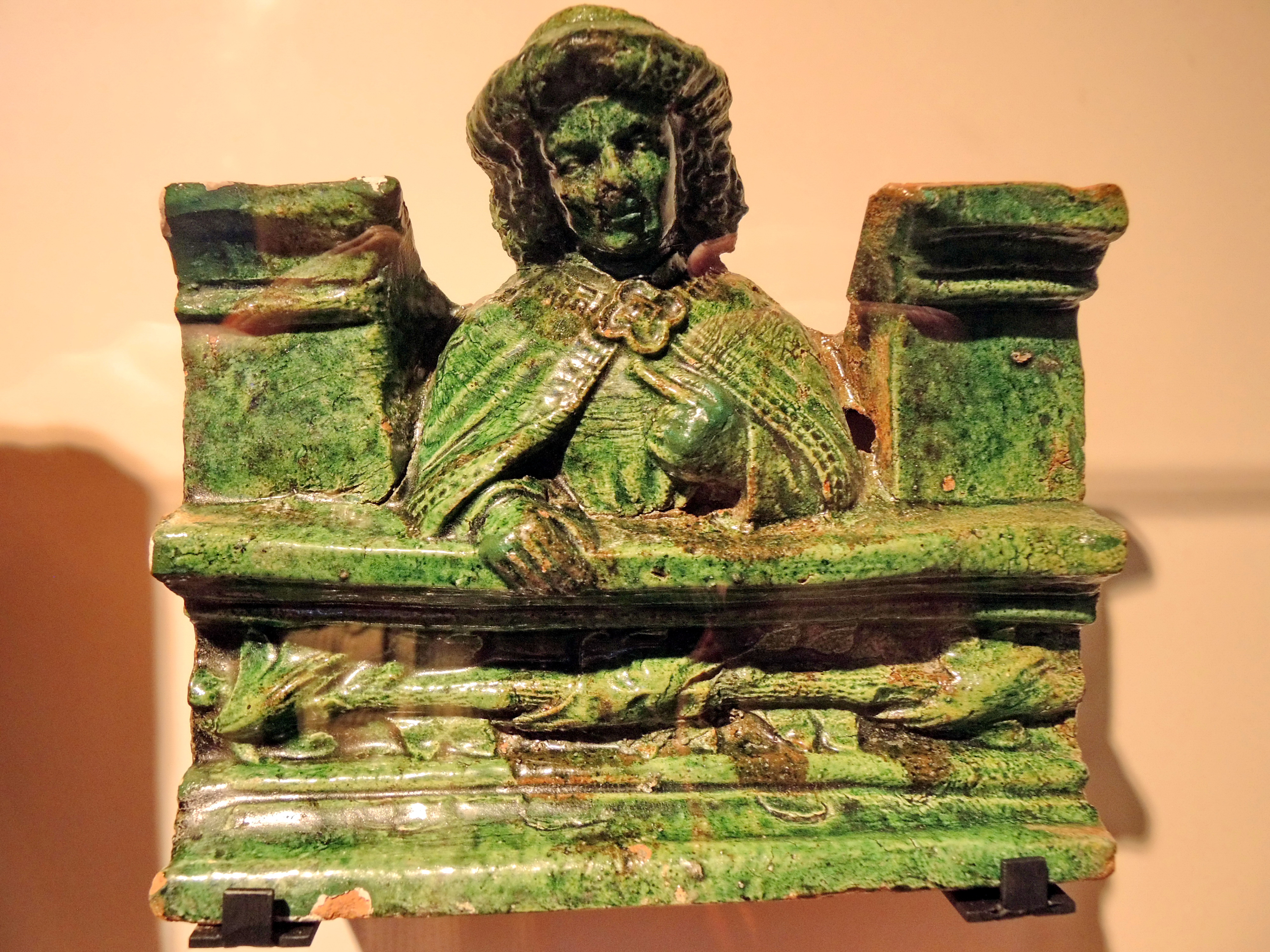
Grünglasierte Reliefkacheln eines spätgotischen Turmofens aus dem ehemaligen Wydenchlösterli, um 1450/80, Stadtmuseum Rapperswil-Jona

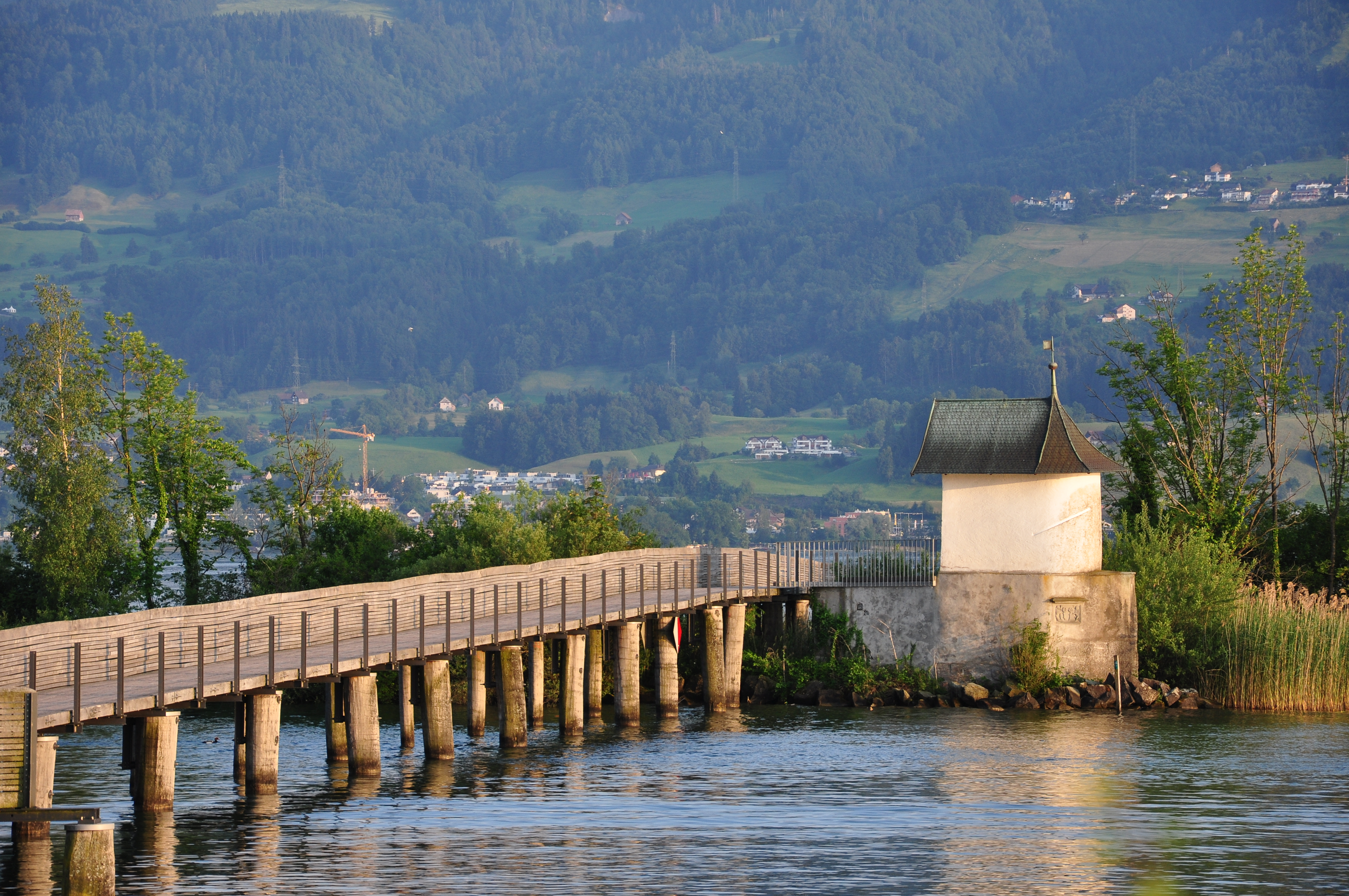
Das Heilig Hüsli auf der Holzbrücke in Rapperswil, Ort des Martyriums von Katharina Scheucher

Die Gründung des Wydenklösterlis geht auf eine Schenkung von Graf Rudolf IV. von Rapperswil im Jahr 1259 zurück. Seinen Namen erhielt es von den Weiden (Wyden), die an dieser Stelle im einstigen Herrenwald wuchsen. Die Aufsicht über die klösterliche Gemeinschaft hatte das Barfüsserkloster Zürich inne.
Für das Jahr 1440 sind sechs Schwestern namentlich bekannt: Nefa Mungin, Mätza Islerin, Anna Gärtnerin, Anna Gergerin, Enzla Müllerin und Chatarina Sizlin, die nach der dritten Regel der Franziskanerregel lebten und Tertianerinnen genannt wurden. Erst im Jahr 1489 wurde eine Kapelle im Auftrag der Oberin Adelheid Kistler erbaut und der Muttergottes geweiht.
Um 1500 soll die „einstige Zucht und Ordnung wie auch der Glaubenseifer“ verflogen sein, die Schwestern nicht mehr nach der Ordensregel gelebt und um 1520 „Unsittlichkeit offen zu Tage“ getreten sein. Den Frauen in der von Wald umgebenden und isoliert lebenden Ordensgemeinschaft wurde zudem vorgeworfen, sich auch „in anderer Beziehung übel verhalten“, nicht mehr der straffen Hausordnung nachgelebt zu haben, und der Ruf der eigenständigen Gemeinschaft nahm unter weiteren Verleumdungen zunehmend Schaden.
Zur „Vermeidung grösseren Übels“ ordnete die geistige und weltliche Obrigkeit die Wohnsitznahme der Schwestern im Spital Rapperswil an – faktisch wurde der Konvent aufgelöst. Im Jahr 1521 wurden die Gebäude im Joner Wald auf Beschluss des Rats von Rapperswil abgerissen.

## Auflösung des Klosters
Die Auflösung des Wydenklösterlis wurde in einer Übereinkunft zwischen Schultheiss und Rat der Stadt Rapperswil mit den „swöster huser der dritten regel sant Franicissen oders“ am 21. Dezember 1521 geregelt. Bruder Jörg Honer „sant Francisscen, gnant Barfüsser ordens, die zit läsmeister des würdigen gotshus gnant zu den Barfüsser Zürich “ bestätigte im Namen des Kustors des Ordens, Heinricus Schlosser: Die Mutter Oberin und etliche Schwestern sollten Wohnsitz in Rapperswil nehmen und Schultheiss und Rat Gehorsam zusagen, auf ihre Nutzungsrechte der Allmend verzichten, das Wohnrecht im Schwesternhaus bis zu ihrem Ableben sowie Hab und Gut behalten, die Kapellen in Widen und Grünwald hingegen versachen (veräussert?) werden. Am 16. April 1544 wurde in Einsiedeln ein Spruchbrief der drei Schirmorte über die Verantwortung von Schultheiss und Rat der Stadt Rapperswil gegenüber den Ordensschwestern ausgestellt, nachdem am 29. Oktober 1543 die Tagsatzung in Sachen „die von Rapperswil wollen das Klösterlin Wieden (Wyden) nicht wie seit Altem her bleiben lassen und wehren de Jhrigen bei ihren Herrn Rat zu suchen“ zugunsten der Ordensgemeinschaft entschieden hatte. Am 8. März 1544 erschien Vogt Heini Ulrich vor dem Rapperswiler Rat und lud ihn zur Tagsatzung ein. Der Rat beklagte sich, dass „Katharine Schüchter seit sechs Jahren ungehorsam sei und den Rat überall verleumde. Wenn man mit ihr darüber verhandeln wolle und einen Termin setzt, erscheine sie nicht. Zudem habe sie den Rat gegenüber den Schirmherren angeschwärzt, er habe ihr 500 lb gesto[h]len“. Auch führe sie ein „schantlichs leben und hushan, mit huren und buben husghan, darzu jr dz almusen zu Rüti“, sinngemäss sie verlange Almosen vom 1525 aufgehobenen Kloster Rüti.

## Die letzte Oberin des Konvents
Katharina Scheucher (Kathrin Schüchterin), die letzte Oberin der Klostergemeinschaft, galt als eine sehr energische Frau, die sich nach der Auflösung des Konvents um dessen Rechte und den verbliebenen Besitz des Klosters beim Rat der Stadt Rapperswil einsetzte. Wegen einer Viehweide kam es zu einem Rechtsstreit mit dem Rapperswiler Rat, und der Schirmkanton Schwyz entschied zu ihren Gunsten. Rapperswil billigte diesen Schiedsspruch nicht, und die Kantone Uri, Unterwalden und Glarus traten erfolglos als Vermittler auf. Als im Stall des Spitals Rapperswil eine Epidemie ausbrach, äusserte sich die ehemalige Oberin des Wydenklösterlis so unbedarft dazu, dass ihr dies als Hexerei ausgelegt wurde: Sie wurde auf falsche Anklagen hin im Jahr 1563 als Hexe angeklagt, eingekerkert, zum Tode verurteilt und gefoltert. Die Oberin wurde an Händen und Füssen gefesselt und in einen Sack gesteckt beim Heilig Hüsli im Obersee ertränkt. Ihre Leiche wurde schmählich unter dem Galgen in Rapperswil begraben. Die noch bestehende Kapelle des Klosters wurde im selben Jahr abgerissen, und das Klostergut ging vermutlich in den Besitz der Stadt über.

## Archäologische Befunde
Erhalten hat sich das Wissen um das einstige Kloster am Joner Wald durch die Flurbezeichnung Klösterli, dessen Mauerreste per Zufall 1953 von Alber Eicher wiederentdeckt wurden. Albert Eicher stammt aus Rüti, widmete sich der Freilegung der Mauerreste und stellte eine Vielzahl von Einzelfunden sicher. Fragmente eines Kachelofens beispielsweise, ausgestellt im Stadtmuseum Rapperswil-Jona, erlauben einen Einblick in das Leben der Klostergemeinschaft.